# Shine (album Elan)
Shine jest czwartym i jak na razie ostatnim albumem meksykańskiej piosenkarki Elan. Pierwszym singlem z tego albumu jest tytułowa piosenka, Shine.

## Spis utworów
1. I Love Love
2. Still Breathing
3. Shine
4. Through You
5. Looking Back Now
6. The Good, the Bad and the Ugly
7. Come Over
8. Who Called the Police
9. It's All Right
10. Aeroplane
11. Keep Me Up Late

### Single
- Shine